# Iglesia católica apostólica brasileña
La Iglesia Católica Apostólica Brasileña, conocida también por el acrónimo ICAB, es una Iglesia católica de carácter nacional, organizada por el obispo Carlos Duarte Costa en 1945 en Brasil.

## Antecedentes históricos del catolicismo nacional
Anteriormente se habían desarrollado varias otras tentativas para establecer una iglesia católica nacional en Brasil. Durante la Confederación del Ecuador (1824), por ejemplo, Frei Caneca hizo una propuesta al respecto, y durante el período regencial (1832-1841), el propio sacerdote y regente Diogo Feijó se declaró abiertamente contrario al celibato de los clérigos. El intelectual Rui Barbosa también defendió la idea de una iglesia nacional. En 1912, el canónigo Manoel Carlos de Amorim Correia, párroco de Itapira (estado de São Paulo), fue excomulgado al iniciar una Iglesia Católica Nacional. En 1936, Salomão Ferraz (que anteriormente fue, presbiteriano y anglicano) fundaba finalmente la Iglesia Católica Libre separándose definitivamente de la Iglesia Católica.

## Carlos Duarte Costa
La ICAB fue organizada a su vez por el obispo Carlos Duarte Costa (canonizado por la ICAB como São Carlos do Brasil). Siendo aún sacerdote católico romano, fue un duro crítico del régimen de Getúlio Vargas y de la amigable relación de la Santa Sede con los regímenes totalitarios. También predicaba contra el dogma de la infalibilidad Papal, a favor de una actitud más tolerante en cuanto al divorcio y por libertad para que los clérigos se pudieran casar.
El 4 de julio de 1924, Pio XI nombró a Duarte Obispo de Botucatu (São Paulo), siendo ordenado ese 8 de diciembre en la catedral de Río por el cardenal Sebastián Leme da Silveira, pero fue apartado de su diócesis por aplicar en su diócesis doctrinas consideradas por Roma como heréticas y cismáticas, y su flagrante oposición a la infalibilidad pontificia. Fue nombrado "de compromiso" obispo titular de Maura, una diócesis ya extinta en el Norte de África, pero sin ninguna sede residencial.
En 1944 fue detenido, pero las presiones internacionales encabezadas por los Estados Unidos de América y por el Reino Unido lograron que el gobierno de Vargas lo liberase.
En 1945, Duarte denunció la Operación Odesa, organizada, según su denuncia, por la propia Santa Sede, para permitir la fuga de oficiales nazis, consecuentemente, el papa Pío XII lo excomulgó definitivamente de la Iglesia Católica Apostólica Romana. Sin embargo, Duarte ignoró la excomunión y, el 6 de julio de 1945, en la ciudad de Río de Janeiro, fundó jurídicamente la Iglesia Católica Apostólica Brasileña. Semanas después, específicamente el 18 de agosto, lanzó su "Manifiesto a la Nación".

## Desarrollo de la ICAB
Un mes después del nacimiento de la nueva iglesia católica particular, Duarte ordenaba como obispo a Salomão Ferraz, que unía así su Iglesia Católica Libre a la Iglesia Católica Apostólica Brasileña.
En 1949, el presidente Eurico Gaspar Dutra trató de limitar la acción de la ICAB y el caso fue a parar al Supremo Tribunal Federal, el cual resolvió a favor de garantizar la libertad religiosa y la legalidad de la ICAB.

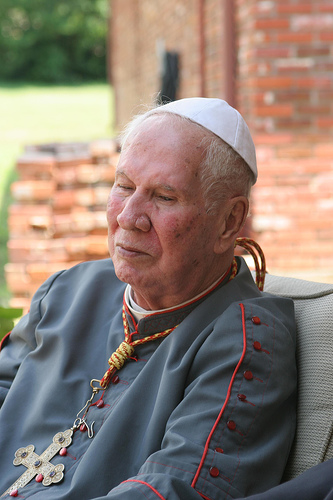
Dom Luis Fernando Castillo Méndez, patriarca de 'ICAB de 1964 hasta 2009.

Varios sacerdotes y obispos fueron ordenados por Carlos Duarte Costa durante su mandato en la iglesia, tanto en el Brasil como en el extranjero.
Murió el 26 de marzo de 1961 a los 72 años en su Río de Janeiro natal. Después de su muerte, surgieron varias disputas que llevaron al surgimiento de disidencias y al retorno de Salomão Ferraz a la Iglesia Católica Apostólica Romana, que reconoció como válida su ordenación episcopal, a pesar de estar casado y tener hijos.
De 1964 hasta 2009 se proclamò patriarca de la Iglesia católica apostólica brasileña el obispo venezolano naturalizado brasileño Luis Fernando Castillo Mendez.

## Características de la ICAB
Según sus partidarios, la Iglesia Católica Apostólica Brasileña habría sido la primera iglesia del país en:
- Abolir el uso del traje eclesiástico fuera de los cultos. Es decir, que los sacerdotes debían usar vestimenta civil.
- Abolir el latín de los cultos, pasando al uso del portugués.
- Bautizar a hijos de madres solteras y/o de padres separados (en esa época no existía el divorcio) y/o de padres no casados ni en lo religioso ni en lo civil.
- Administrar el santo sacramento del matrimonio a las personas separadas y, posteriormente, también a los divorciados.
- Abolir el celibato clerical, esto es, permitir el matrimonio de sacerdotes y obispos.

Otra particularidad de la ICAB es que no exige el desarrollo de cursos para poder acceder a sus bautismos, confirmaciones o casamientos. Los administradores de estos sacramentos hacen una predicación con respecto a la importancia del acto sacramental poco antes de administrarlos y luego, formalizan el rito de acuerdo con la materia, forma e intención del mismo.

## Gobierno y alcance de la ICAB
La real y soberana jefatura de la ICAB es ejercida por los obispos reunidos en concilio, denominado Concilio Nacional, presidido actualmente por Dom José Carlos Ferreira Lucas. La iglesia posee en la actualidad más de 75 obispos actuando en más de 40 diócesis, sirviendo a más de 900.000 fieles. Las diócesis de la ICAB son las siguientes (por orden de creación en Brasil):
1. Rio de Janeiro/RJ
2. São Paulo/SP
3. Lajes/SC
4. Recife/PE
5. Brasília/DF
6. Fortaleza/CE
7. Santo André/SP
8. Goiânia/GO
9. Curitiba/PR
10. Itumbiara/GO
11. Belo Horizonte/MG
12. Niterói/RJ
13. São Luiz/MA
14. Cabo Frío/RJ
15. Vitória/ES
16. Porangatu/GO
17. Maceió/AL
18. Marília/SP
19. Cametá/PA
20. Cachoeira/BA
21. Salvador/BA
22. Campina Grande/PB
23. Jaboatão dos Guararapes/PE
24. Jundiaí/SP
25. Aracaju/SE
26. Joinville/SC
27. Natal/RN
28. Cascavel/CE
29. Itaguaçu da Bahia/BA
30. Teixeira de Freitas/BA
31. Foz do Iguaçu/PR
32. Porto Velho/RO
33. Alvorada/RS
34. Duque de Caxias/RJ
35. Mesquita/RJ
36. Palmas/TO
37. Uberlândia/MG
38. Volta Redonda/RJ

En la actualidad, la ICAB ha creado nuevas diócesis por el gran crecimiento que ha tenido a nivel mundial.
La ICAB lidera la Comunión Mundial de los Obispos Miembros de la Iglesia Católica Apostólica Brasileña, en todos los continentes del Mundo, cada Obispo y su jurisdicción dependen directamente de la Iglesia Católica Apostólica Brasileña. Tienen a nivel mundial una membresía aproximada de más de ocho millones de fieles, las cuales reconocen como líder al Primado, presidente del consejo Episcopal de Brasil Su Beatitud Dom José Carlos Ferreira Lucas
Las diócesis que forman la Comunión Mundial de la ICAB son las siguientes:
- Iglesia Católica Apostólica Brasileña (Brasil).
- The Charismatic Catholic Communion (Texas, EE. UU.)
- Iglesia Católica Apostólica Estadounidense (California, EE. UU.).
- Mexican National Catholic Church (MNCC; Texas, EE. UU.).
- The Holy Synod of St Athanasius Congregation for the Christian Orthodox of Egypt and the Middle-East (Egipto).
- Iglesia Católica Apostólica de Argentina.
- Iglesia Católica Apostólica Nacional en Colombia, Diócesis de Barranquilla.
- Prelatura Apostólica Corpus Christi con sede en Colombia y USA
- Église catholique apostolique du Canada.
- Catholic Apostolic Church of Australia.
- Iglesia Católica Apostólica Nacional de Bolivia.
- Iglesia Católica Apostólica nacional de España.
- Iglesia Católica Apostólica nacional de Ecuador.
- Iglesia Católica Apostólica Brasileña - Misión Perú.
- Iglesia Católica Apostólica Venezolana